# Lichtschalter
Ein Lichtschalter ist ein meist mit der Hand bedienbarer, mechanischer Schalter zum Ein- und Ausschalten der Beleuchtung. Er ist ein Teil der Elektroinstallation.

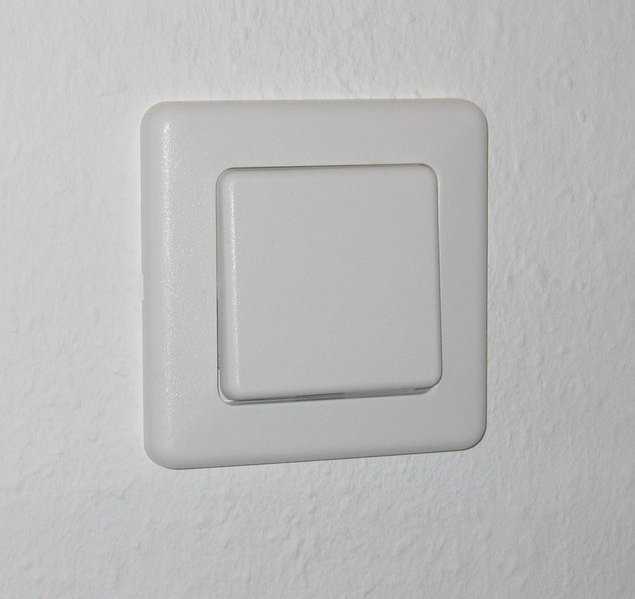
Moderner Lichtschalter, sichtbar: Rahmen und Wippe

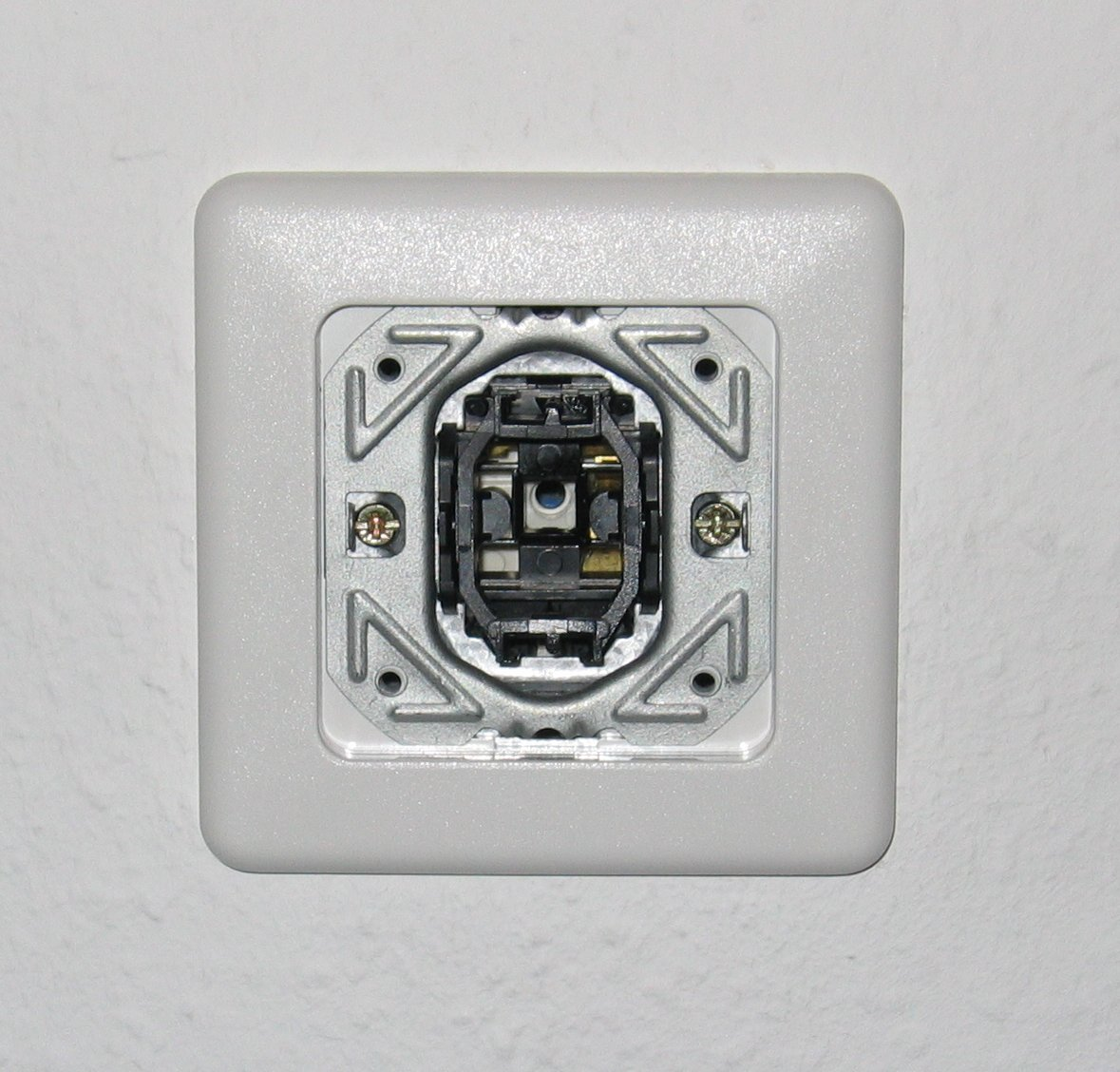
Rahmen ohne Wippe, dahinter Einsatz

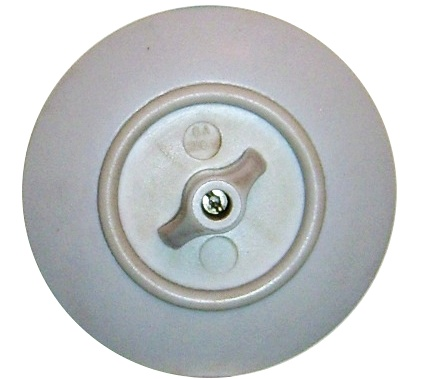
Der Drehschalter wird nur im Uhrzeigersinn gedreht

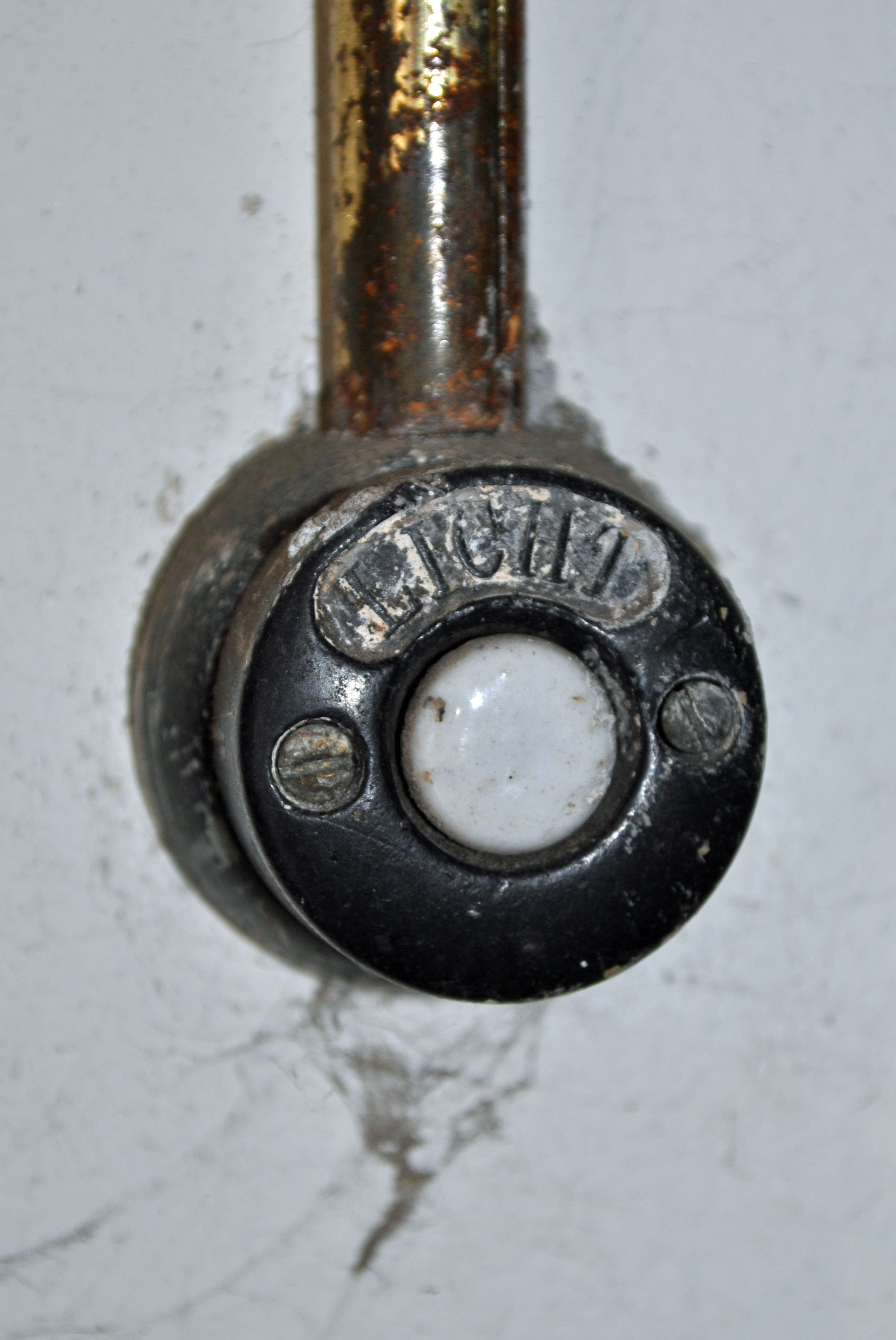
Historischer Lichtschalter

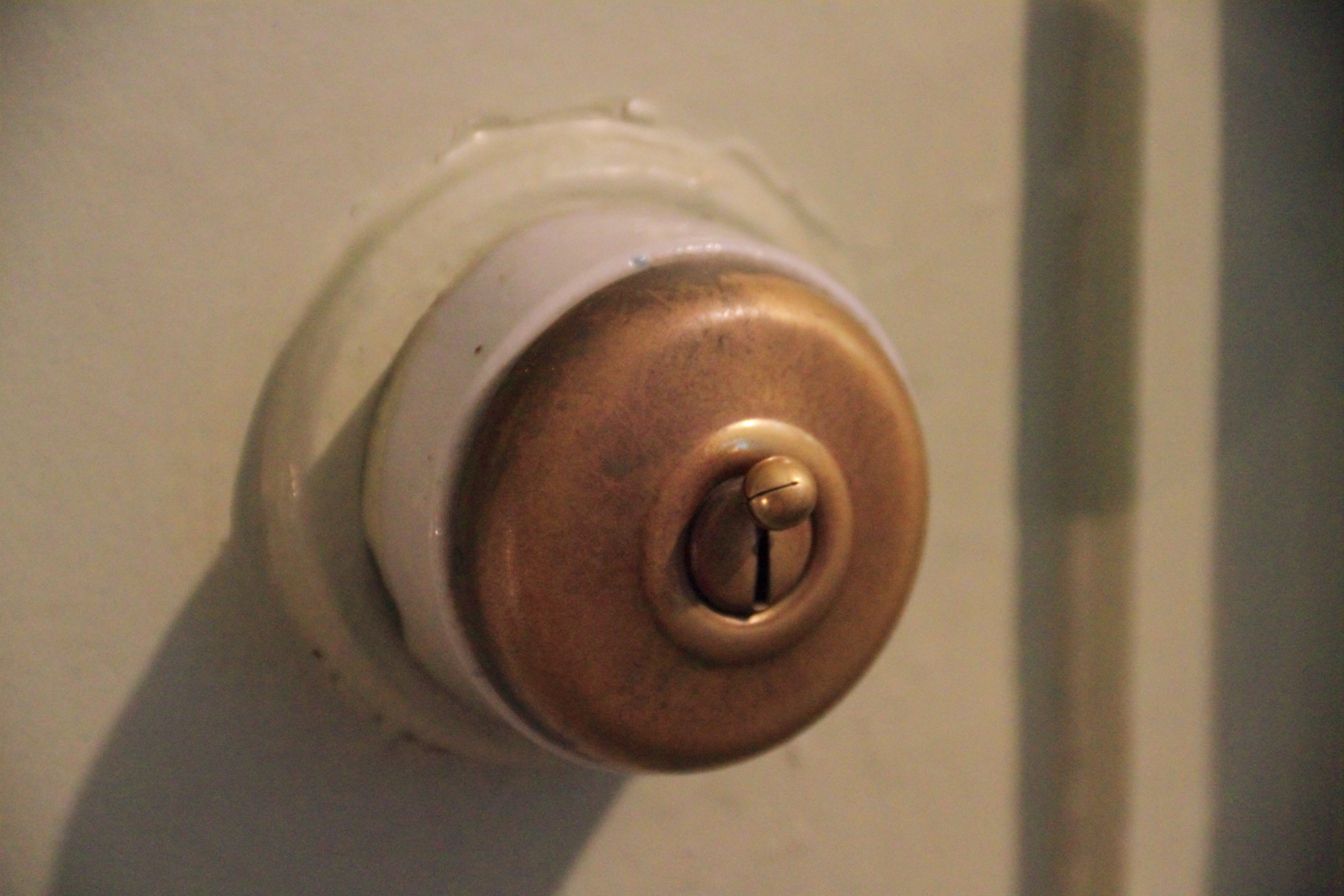
Historischer Kippschalter aus Frankreich

## Geschichte
Ursprünglich wurden Stromkreise mit offenen Schaltern betätigt, die nur einen isolierten Schaltgriff hatten und somit keinen ausreichenden Schutz vor Berühren boten. Nach der Entwicklung der Glühlampe zur Serienreife durch Edison und Swan entstand mit dem Aufkommen der elektrischen Installationen der Bedarf nach einem sicheren Schalter.
Zunächst wurden Drehschalter entwickelt, die mit einem Federmechanismus die Funkenbildung minimierten und auf Schulterhöhe (ca. 1,50 m) montiert wurden. Bei der Normung der Elektroinstallation wurde die heutige Höhe von 1,05 m vorgeschlagen. Die Drehschalter wurden zunächst durch Kippschalter abgelöst, da diese einfacher zu bedienen sind. Später kamen noch einfacher bedienbare Wippschalter auf. Moderne Schalter mit großflächiger Wippe werden als Flächenschalter bezeichnet. Die neueste Entwicklung sind Schalter, deren Schaltkontakte bei Betätigung umschalten und diese Schaltstellung beibehalten, während die Wippe nach der Betätigung in den vorherigen Zustand zurückkehrt. Eine Wechselschaltung oder Kreuzschaltung ist mit solchen Schaltern wie eine Tasterschaltung bedienbar.
Im Laufe der Entwicklung kam man von der früher vorherrschenden Montage auf der Wand (Aufputz-Installation) ab und verwendet heute weitgehend versenkt montierte Schalter (Unterputz), da diese Art der Montage die Gefahr einer Beschädigung und der damit möglichen Freilegung von spannungsführenden Teilen vermindert. Andererseits erhöhen versenkte Elektroleitungen das Stromschlagrisiko bei Wandarbeiten (z. B. Nageln oder Bohren). Um dieses Risiko zu minimieren, wurden Installationszonen festgelegt; siehe Abschnitt Installation unten.
Eine spezielle Ausführung ist der Feuchtraumschalter, den es ebenfalls für Auf- und Unterputzmontage gibt.

## Material
Früher wurden Lichtschalter aus Porzellan in der Aufputz-Ausführung hergestellt und als Drehschalter mit einem Drehmechanismus bedient, danach kamen wegen der Schlagempfindlichkeit des Porzellans solche aus Pressfaserplatten (Bakelit) auf. Heute bestehen sie aus moderneren Kunststoffen.
Vereinzelt werden, vor allem in Krankenhäusern und anderen öffentlichen Einrichtungen, auch Lichtschalter aus antimikrobiell wirksamen Materialien wie Kupfer zur Infektionsvorbeugung eingesetzt.

## Installation
Elektrische Leitungen werden bei Unterputzinstallation in den sogenannten Installationszonen verlegt. Da diese Installationszonen standardisiert sind, kann man annehmen, dass außerhalb dieses Bereichs keine Leitungen verlegt sind. Installationszonen verringern das Risiko von Unfällen und Beschädigungen bei späteren Umbauten, Renovierungen usw.
Bei der Installation ist nach den Elektroinstallationsvorschriften (siehe auch VDE) der Außenleiter zu schalten, damit nach dem Ausschalten keine Spannung mehr anliegt.
Schalter für Beleuchtungsanlagen sind üblicherweise für einen Strom von 10 A ausgelegt. In der Praxis werden Licht- und Steckdosenstromkreise jedoch häufig kombiniert mit 16 A abgesichert. Die Absicherung der Schalter mit 16 A für ortsfeste Leuchten ist zulässig, weil man davon ausgehen kann, dass der Strom durch die Bauart der Leuchte bedingt 10 A nicht überschreiten wird. In der DIN VDE 0100-510:2012-06 heißt es hierzu im Abschnitt 512.1.2: „Bei der Auswahl eines Betriebsmittels ist der vorgesehene Betriebsstrom (bei Wechselstrom der Effektivwert) zu berücksichtigen, den es bei ungestörtem Betrieb führen soll […]“
Für das Schalten von Steckdosen gibt es zwei Möglichkeiten: Einsatz von Überstromschutzeinrichtungen mit einem Bemessungsstrom von In ≤ 10 A oder Verwendung von Installationsschaltern mit einem Bemessungsstrom von In ≥ 16 A (meist mehrpolige Schalter).

## Bestandteile
Lichtschalter in der Hausinstallation werden meist in drei Teilen angeboten: Einsatz, Rahmen und Wippe. Der Einsatz ist der nicht sichtbare Teil, der die technische Funktion enthält. Die Wippe bezeichnet den sichtbaren Schalter, der Rahmen die Umrandung, also den Übergang zur Wand. Rahmen werden ein- bis fünffach angeboten und gruppieren Schalter, Dimmer, Steckdosen aller Art, Steuerungen und Messfühler zu einer Einheit.

## Bauarten

### Schalter
Dieses Bauteil hat mindestens zwei Endpositionen, in denen der Schalter nach Betätigung bleibt und so je nach Bauausführung und Stellung den Stromkreis schließt oder unterbricht. Diese Art der Ansteuerung der Beleuchtung wird vor allem in Wohnungen verwendet.

#### Ausschalter

Ausschalter

Der Ausschalter hat einen Eingang und einen Ausgang und zwei Stellungen: „offen“ (Stromkreis unterbrochen) und „geschlossen“ (Stromkreis geschlossen).
Ausschalter finden sich beispielsweise direkt an der Leuchte oder in der Anschlussleitung, in der Hausinstallation bei Zimmern mit nur einem Lichtschalter. Als Bauelement für die Hausinstallation werden reine Ausschalter oft nicht angeboten, da Wechselschalter ebenfalls als Ausschalter verwendet werden können sowie der zusätzliche Materialbedarf bei der Herstellung gegenüber einem Ausschalter minimal ist.

#### Wechselschalter

Wechselschaltung

Der Wechselschalter hat einen Eingang und zwei Ausgänge; er kann aber auch mit zwei Eingängen und einem Ausgang betrieben werden. Er wechselt zwischen Ausgang A und Ausgang B. Das heißt, wenn der Stromkreis über A geschlossen ist, ist er über B unterbrochen.
Gemäß DIN VDE 0100-460:2002-08 Abschnitt 465.1.2 dürfen einpolige Schalter nicht im Neutralleiter eingesetzt werden. Die Zweckentfremdung von Wechselschaltern für die früher häufig angewendete Hamburger Schaltung entspricht nicht den aktuellen Normen und ist daher verboten.
Einsatzort: Mit zwei Wechselschaltern kann eine Lampe von zwei Orten aus bedient werden. Zwischen den beiden Schaltern müssen mindestens zwei Leitungen gezogen werden. In der Kreuzschaltung werden an den Enden ebenfalls zwei Wechselschalter eingesetzt.

#### Serienschalter
Der Begriff Serienschalter stammt aus der Zeit, in der die Schalter in Form von Drehschaltern mit vier Schaltstellungen hergestellt wurden.
Ein Serienschalter bezeichnet im Unterschied zum Doppelschalter zwei unabhängig bedienbare Ausschalter mit nur einem gemeinsamen Eingang und jeweils einen Ausgang für jeden der einzelnen Ausschalter. Äußerlich lässt sich dieser durch eine geteilte Wippe erkennen. Er kann durch zwei Ausschalter ersetzt werden.
Einsatzort: Serienschaltung, beispielsweise Leuchten mit zwei Lampengruppen, 2 Leuchtengruppen
Doppelschalter
Ein Doppelschalter bezeichnet im Unterschied zum Serienschalter zwei unabhängig bedienbare Ausschalter mit zwei getrennten Eingängen und jeweils einem Ausgang für jeden der einzelnen Ausschalter. Äußerlich lässt sich dieser durch eine geteilte Wippe erkennen. Er kann durch zwei Ausschalter ersetzt werden.

#### Doppelwechselschalter
Ein Doppelwechselschalter bezeichnet zwei unabhängig bedienbare Wechselschalter mit zwei getrennten Eingängen und jeweils zwei Ausgängen für jeden der einzelnen Wechselschalter. Äußerlich lässt sich dieser durch eine geteilte Wippe erkennen. Er kann durch zwei Wechselschalter ersetzt werden.

#### Kreuzschalter

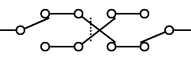
Kreuzschaltung

Der Kreuzschalter hat zwei Eingänge und zwei Ausgänge, die mit zwei Schaltstellungen entweder gerade oder gekreuzt geschaltet werden, das heißt:
entweder sind Eingang A mit Ausgang A und B mit B oder Eingang A mit Ausgang B und B mit A geschaltet. Kreuzschalter können auch als Wechselschalter oder Ausschalter eingesetzt werden.
Einsatzort: In Kreuzschaltungen als dritter und weiterer Schalter zwischen zwei Wechselschaltern, beispielsweise in Schlafzimmern mit Lichtschaltern an der Tür und auf jeder Bettseite. Kreuzschaltungen werden heute oft durch Stromstoßschaltungen mit Tastern und Stromstoßrelais ersetzt, weil der Verdrahtungsaufwand hier niedriger ist.

### Taster
Der Taster hat nur eine Grundstellung, in welche er durch Federkraft zurückfällt, sobald man loslässt. Er sendet also nur ein Signal (Schließer) oder unterbricht den Stromkreis (Öffner) für einen kurzen Moment, er braucht in der Lichtsteuerung noch ein zusätzliches Steuerelement, ein bistabiles Relais, welches dann den Stromkreis offen oder geschlossen hält bis zum nächsten Steuersignal.
Einsatzort: Tasterschaltungen werden in der Treppenhausbeleuchtung eingesetzt und überall dort, wo von mehr als zwei Orten das Licht bedient werden soll.

### Dimmer
Dimmer sind Lichtschalter, die neben dem Ein- und Ausschalten der Beleuchtung auch die Einstellung der Helligkeit der Beleuchtung über einen Drehregler erlauben – oder bei Touch- bzw. Sensordimmern durch Berühren einer Sensorfläche. Sie sind auch häufig in Tisch- oder Stehlampen eingebaut. Sie enthalten eine Phasenanschnittsteuerung (für Glühlampen und Transformatoren) oder eine Phasenabschnittsteuerung (Phasenabschnittdimmer, z. B. für elektronische Trafos von Halogen-Niedervolt-Systemen)
Einsatzort: Überall dort, wo volle oder gedämpfte Beleuchtung benötigt wird. Ausschalter können außer bei Leuchtstofflampen durch einen geeigneten Dimmer ersetzt werden; bei jenen ist ein elektronisches Vorschaltgerät mit Dimmfunktion erforderlich.

### Dämmerungsschalter
Dämmerungsschalter schalten selbsttätig, wenn ein einstellbarer Helligkeitswert über- oder unterschritten wird. Sie werden als Lichtschalter oder als Rolladenschalter zur Verschattung eingesetzt. Sie besitzen ein Hystereseverhalten und meist Verzögerungsschaltungen, um nicht ständig ein- und auszuschalten, wenn die Umgebungshelligkeit nur wenig schwankt.

### Bewegungsmelder
Bewegungsmelder ersetzen heute vermehrt Außenlichtschalter. Sie schalten bei Bewegungen im Erfassungsraum, also beispielsweise bei Annäherung einer Person automatisch die Hofbeleuchtung ein und nach einstellbarer Zeit wieder aus.

### Funkschalter

#### Batterielos
Batterielose Funk-Lichtschalter übermitteln das Schaltsignal per Funk an ein Empfangsmodul, das den Lichtstromkreis ein- oder ausschaltet. Die hierfür notwendige Energie wird aus der Schalterbetätigung gewonnen (siehe Enocean): Durch Druck auf den Schalter wird ein Piezoelement (Piezoelektrizität) betätigt, das mechanische in elektromagnetische Energie umwandelt. Energiesparende Elektronik ermöglicht es, aus dieser Energie codierte Funksignale zu erzeugen, die im Gebäudeinnern ca. 30 m Reichweite besitzen (im Freien bis 300 m). Durch die Codierung wird eine eindeutige Zuordnung zwischen Sende- und Empfangsmodul gewährleistet.
Einsatzort: Ohne Einschränkung. Besonders geeignet für Bürohäuser, in denen die Inneneinrichtung häufig verändert wird. Batterielose Lichtschalter können z. B. auf Glaswände oder auf Holz montiert werden, da keine Kabelzuführung vonnöten ist. Ebenfalls geeignet für den Einsatz in Altbauten, wo für diese Art Schalter keine Kabelschächte angelegt werden müssen, oder – aus dem gleichen Grund – in Holzhäusern.

#### Batteriebetrieben
Sie arbeiten ähnlich den batterielosen Geräten, besitzen jedoch als Energiequelle meist eine Knopfzelle. Die Batterie-Lebenserwartung liegt bei bis zu ca. 10 Jahren. Dann ist ein Wechsel der Zelle erforderlich. Gegenüber batterielosen Geräten haben diese oft den Vorteil der größeren Funktionsvielfalt. Des Weiteren ist der gefühlte Druckpunkt bei batterieversorgten Schaltern weicher, da hier nur ein elektrischer Kontakt geschlossen werden muss. Aus diesem Grunde ist die Aufbauhöhe von batterieversorgten Schaltern heutzutage identisch mit gewöhnlichen Schaltern während batterielose Schalter derzeit noch einen deutlich höheren Aufbau haben. 